# Bolbotrypes davidis
Bolbotrypes davidis — вид жуков навозников-землероев, единственный в составе рода Bolbotrypes из Дальнего Востока России.

## Распространение
Распространён в южной части Хабаровского и в Приморском краях.

## Описание
Жук в длину достигает 10,5—13,6 мм. Тело окрашено в коричневый цвет. Глаза не полностью разделены щёчным выступом. Третий сегмент булавы усиков шире двух других, вместе взятых, с продольной глубокой бороздкой. Средние тазики соприкасающиеся. Средние и задние голени имеют два цельных поперечных киля. На надкрыльях между швом и плечевыми бугорками имеются семи-точечные бороздки. На голове у представителей обоих полов есть высокий поперечный киль с тремя вершинами.